# Armigeres traubi
Armigeres traubi är en tvåvingeart som beskrevs av James David Macdonald 1960. Armigeres traubi ingår i släktet Armigeres och familjen stickmyggor. Inga underarter finns listade i Catalogue of Life.